# ایرن توبار
ایرن توبار (انگلیسی: Irene Tobar؛ زادهٔ ۵ مهٔ ۱۹۸۹) بازیکن فوتبال اهل اکوادور است.
وی همچنین در تیم ملی فوتبال Ecuador بازی کرده‌است.